# Paganico Sabino
Paganico Sabino è un comune italiano di 163 abitanti della provincia di Rieti nel Lazio.

## Clima

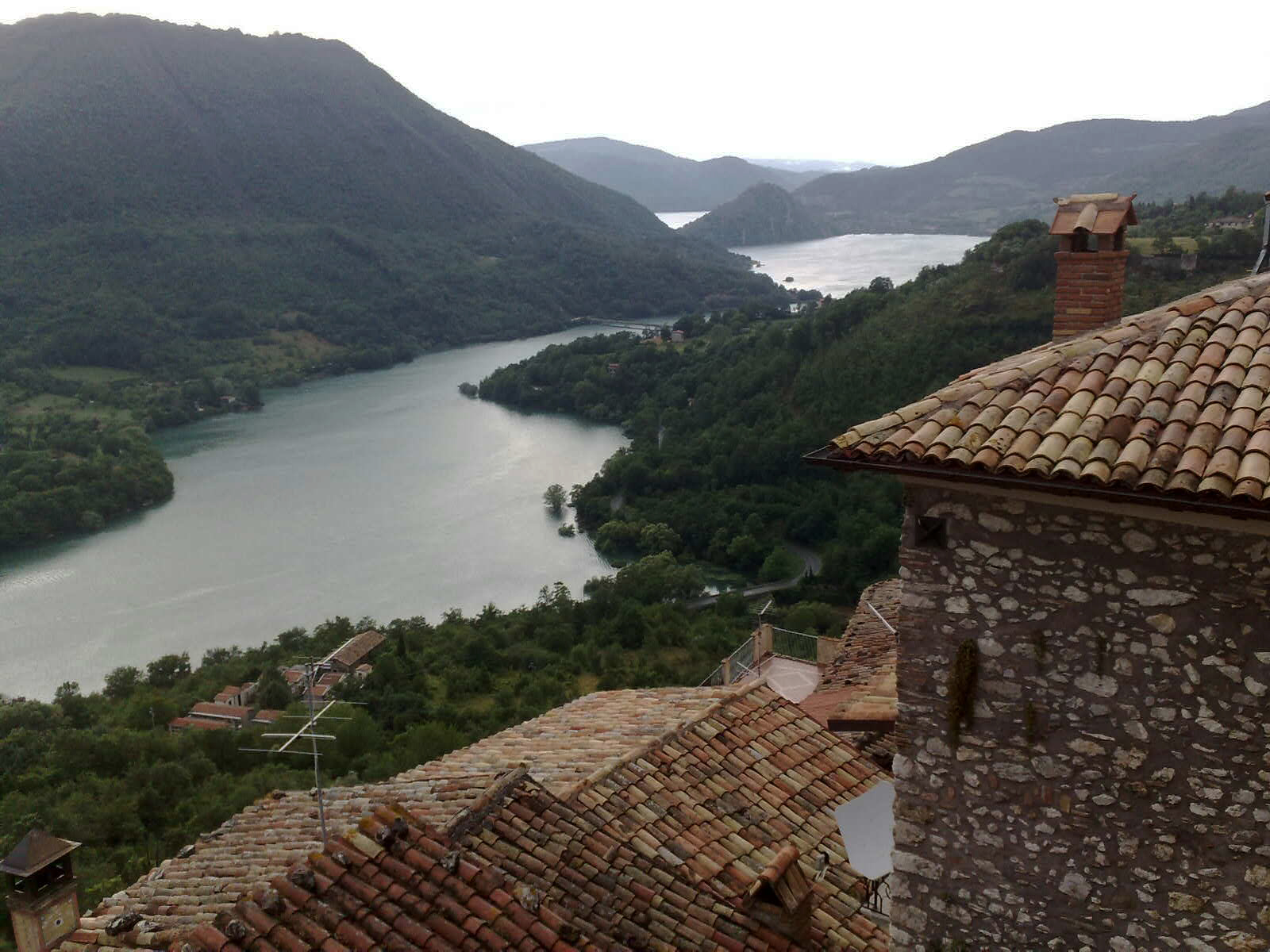
Panorama del lago del Turano da Paganico

## Monumenti e luoghi d'interesse

### Resti archeologici
- Nel territorio si trova la cosiddetta “Pietra scritta", un'iscrizione d'epoca romana.

### Aree naturali
- Riserva naturale Monte Navegna e Monte Cervia;

## Società

### Evoluzione demografica
Abitanti censiti

### Etnie e minoranze straniere
Secondo i dati ISTAT al 31 dicembre 2016 la popolazione straniera residente era di 14 persone.

## Amministrazione
Nel 1923 passa dalla provincia di Perugia in Umbria, alla provincia di Roma nel Lazio, e nel 1927, a seguito del riordino delle circoscrizioni provinciali stabilito dal regio decreto n. 1 del 2 gennaio 1927, per volontà del governo fascista, quando venne istituita la provincia di Rieti, Paganico Sabino passa a quella di Rieti.
| Periodo | Periodo   | Primo Cittadino   | Partito                             | Carica  | Note       |
| ------- | --------- | ----------------- | ----------------------------------- | ------- | ---------- |
| 1995    | 1999      | Sergio Spagnoli   | lista civica                        | Sindaco |            |
| 1999    | 2004      | Sergio Spagnoli   | lista civica                        | Sindaco | 2º mandato |
| 2004    | 2009      | Clemente Dominici | lista civica                        | Sindaco |            |
| 2009    | 2014      | Clemente Dominici | lista civica                        | Sindaco | 2º mandato |
| 2014    | 2019      | Danilo D'Ignazi   | lista civica - Insieme per Paganico | Sindaco |            |
| 2019    | in carica | Danilo D'Ignazi   | lista civica - Insieme per Paganico | Sindaco | 2º mandato |

### Alte informazioni amministrative
Fa parte della Comunità montana del Turano.